# حمود أبو مسمار
الشريف حمود بن محمد بن أحمد الحسني التهامي، ويعرفُ بـ «أبي مسمار» أمير من أشراف تهامة بالمخلاف السليماني ماتُعرف الان بمنطقة جازان، كانت ولادته عام 1170هـ في قرية الملاحة من بلاد بني مالك بالسراة، كانت له ولأسلافه ولاية المخلاف السليماني من تهامة.

## النسب
حمود بن محمد بن أحمد بن محمد بن خيرات بن شبير بن بشير بن محمد أبو نمي الثاني.

## نبذة
في سنة 1210هـ ثار حمود على ابن عمه علي بن حيدر، فتنازل له عن إمارة أبي عريش واستقل بولاية أبي عريش وصبيا وضمد والمخلاف السليماني. واختط مدينة الزهراء (الزُّهْرَة) وبنى قلاعاً وأسواراً. كان شجاعاً كريماً محباً للعمران، فيه دهاء وحزم. وهو أول من استقل بالمخلاف السليماني عن أئمة صنعاء. وفي أيامه استولت جيوش نجد على البلاد المجاورة له، فقاتلهم، وهزمهم ، ثم أزال ما كان من أثر للبدع والوسائل الشركية في بلاده، وبعدها أصبح أميرًا من أمراء الإمام عبد العزيز بن محمد، ثم لابنه سعود، وقد قام بعمليات فتحٍ لصالح دولة الدرعية، فاستولى على اللحية والحديدة وزبيد وما يليها. وقد هزم الأمير حمود أبو مسمار قوات محمد علي باشا التي يقودها سنان آغا في عسير، ثم وافاه الأجل بعد انتصاره بعشرة أيام.

## قصر حمود أبو مسمار
قصر حمود أبو مسمار في بلدة محبوبة الواقعة جنوب شرق الشقيري.

## وفاته
توفي بعد انتصاره في معركته ضد سنان آغا بعشرة أيام وكان ذلك في ربيع الأول 1233هـ الموافق 1818م عن عمر ناهز ثلاث وستين سنة، وقد دفن في قرية الملاحة مسقط رأسه في الظهرة المعروفة بظهرة حمود نسبة إليه، وهي واقعة على ضفاف كضامة الملاحة.